# Ludwig von Deroy

Wappen der Deroy

Ludwig Franz Joseph von Deroy (* 15. Januar 1786 in Mannheim; † 11. Februar 1864 in München) war ein Generalmajor der Bayerischen Armee.

## Biografie
Er war der Sohn des Karl von Deroy, Stabskapitän im Regiment „Graf Morawitzky“ der kurpfalz-bayerischen Armee und Bruder des Generals Bernhard Erasmus von Deroy (1743–1812).
Auf Vermittlung seines Onkels trat Ludwig von Deroy am 9. Dezember 1800, in Düsseldorf, im damals mit Bayern verbundenen Herzogtum Jülich-Berg, in die Bayerische Armee ein. Im August 1806 wurde er Leutnant im 5. Bayerischen Infanterie-Regiment, in welchem auch sein Vater gedient hatte.
Der junge Offizier nahm aktiv an den Koalitionskriegen und an den Befreiungskriegen teil. 1805 kämpfte er am Pass Strub und bei Kufstein, 1806 bei Glogau und Breslau. 1809 focht Deroy u. a. in der Schlacht bei Eggmühl, bei Regensburg, am Ursprungpass und am Bergisel.
Ludwig von Deroy nahm am Russlandfeldzug 1812 teil und kämpfte bei Polozk. Hier erlitt sein Onkel, General Erasmus von Deroy, tödliche Verwundungen und starb am 23. August 1812, in den Armen des Neffen. Im Oktober des Jahres geriet Ludwig von Deroy in russische Kriegsgefangenschaft, wo er an Typhus erkrankte, jedoch genas und 1813 in die Heimat zurückkehrte.
1815 kam er als Hauptmann im Bayerischen Infanterie-Leib-Regiment auf den französischen Kriegsschauplatz, nahm aber an keinen Kampfhandlungen mehr teil. Mit Unterbrechungen in den Jahren 1825–1831 und 1837–1843 blieb er in diesem Eliteregiment und war vom 7. April 1847 bis 30. Juni 1848 dessen Kommandeur. Wegen seiner seit dem im Russlandfeldzug angegriffenen Gesundheit ging Deroy 1848, als Inhaber des Bayerischen Ludwigsordens, freiwillig in Pension. 1855 ernannte ihn König Maximilian II. ehrenhalber zum Generalmajor, 1856 zum Kammerherrn und 1861 erhob er ihn in den bayerischen Grafenstand.
Ab dem 6. Februar 1864 litt Ludwig von Deroy an heftigem Fieber und verstarb am 11. Februar des Jahres in München.

## Familienverhältnisse
Ludwig von Deroy war verheiratet mit Josepha Mandl von Deutenhofen († 3. Januar 1832); nach ihrem Tode ehelichte er die bürgerliche Luise Mutzler († 1875). Aus der ersten Ehe waren die Töchter Karoline (1824–1889) und Aloysia (* 1826) vorhanden.
Erstere wurde die Gattin des Freiherrn Adolf von Seefried auf Buttenheim (1800–1865). Ihr Enkel Otto Ludwig Philipp von Seefried auf Buttenheim (1870–1951) verband sich 1893 in einer sehr umstrittenen Liebesheirat mit der Wittelsbacherprinzessin Elisabeth Marie von Bayern (1874–1957), Tochter des Prinzen Leopold von Bayern und Enkelin Kaiser Franz Joseph I. von Österreich. Ein Kind aus dieser Ehe (Auguste von Seefried auf Buttenheim) wurde wiederum die Frau des Bayernprinzen und Historikers Adalbert von Bayern (1886–1970).